# Jacob (téléfilm)
Pour les articles homonymes, voir Jacob (homonymie).
Pour plus de détails, voir Fiche technique et Distribution.
Jacob est un téléfilm issu d'une coproduction internationale entre les États-Unis, l'Allemagne, l'Italie, réalisé par Peter Hall et diffusé en 1994.
Le téléfilm retrace, en suivant le texte de l'Ancien Testament, les étapes de la vie de Jacob, personnage biblique de la Genèse, l'un des principaux patriarches du judaïsme.

## Synopsis
Fils d'Isaac et petit-fils d'Abraham, Jacob, bien que cadet, souhaite obtenir le droit d'aînesse. Grâce à une ruse de sa mère, Rébecca, Jacob reçoit la bénédiction d'Isaac. Ésaü qui se trouve privé de ses droits se promet de se venger de son frère. À la suite de cette dispute avec son frère Ésaü, Jacob doit partir et se réfugier chez Laban. 
En route il perd tous ses biens et quand il arrive il n'a que sa force de travail à vendre. Il s'éprend de Rachel et Laban la lui promet en échange de sept années de travail gratuit. 
Le jour de son mariage avec Rachel, Jacob est trompé. Au lieu de se marier avec Rachel, il se retrouve marié avec Léa. N'ayant pas d'autre choix, il doit accepter sept autres années de travail gratuit en échange de Rachel.
Ayant finalement réussi à se marier avec Rachel et s'étant enrichi, Jacob quitte le domaine de Laban, non sans que celui-ci ne lui fasse maintes difficultés.

## Fiche technique
- Titre : Jacob
- Réalisation : Peter Hall
- Scénario : Lionel Chetwynd
- Directeur de la photographie : Ennio Guarnieri.
- Conseiller pour la bande originale et la musique : Ennio Morricone
- Musique de : Marco Frisina

- Produit par : Lorenzo Minoli
- Producteur exécutif : Gerald Rafshoon
- Année de production : 1994
- Langue originale : anglais
- Lieu du tournage : Ouarzazate (Maroc)

## Distribution
- Jacob : Matthew Modine
- Rachel : Lara Flynn Boyle
- Ésaü : Sean Bean
- Isaac : Joss Ackland
- Léa : Juliet Aubrey
- Rébecca : Irene Papas
- Laban : Giancarlo Giannini